# Sport Réunis de Delémont
Lo Sport Réunis de Delémont (letteralmente Sport Riuniti di Delémont) è una società calcistica svizzera con sede nella città di Delémont. Milita in Promotion League, terza serie del campionato svizzero di calcio.

## Storia
La squadra nasce dalla fusione del Football-Club Delémont (fondato nel 1905) e dell'Union Sportive Delémont-Gare, fondata nel 1907.
Il club ha occasionalmente militato in Lega Nazionale A (nelle stagioni 1999-2000 e 2002-2003) e gioca nello stadio La Blancherie che ha una capienza di 5.263 spettatori.
Nella stagione 2009-2010 ha sconfitto lo Young Fellows Juventus nelle finali di Prima Lega, ottenendo la promozione in Challenge League. Al termine della stagione 2011-2012 è retrocesso nel campionato di Prima Lega Promozione.

## Allenatori
- 1937-1945 Willy Tschopp, André Muller ed Emile Rais
- 1946-1949 Ernest Kunz
- 1949-1950 Karl Pannagl
- 1950-1951 Charles Jeanmonod
- 1951-1955 Ernest Monnier
- 1955-1957 Robert Zürcher
- 1957-1958 Karl Riederer
- 1958-1960 Pierre Gassmann
- 1960-1961 Eric Fürst
- 1961-1965 Franz Grûnig
- 1965-1966 Paul-Mike Speider e poi Charles Jeanmonod
- 1966-1967 Nandor Cserna e poi Charles Jeanmonod
- 1967-1968 Branko Resar
- 1968-1972 Jurg Hoppler
- 1972-1976 Eduardo Bai
- 1976-1977 Andreas Frankhauser
- 1977-1980 Michel Friche
- 1980-1983 Rudi Schribertschnig
- 1984-1985 Alain Vuillaume
- 1985-1986 Christian Mathez e poi Alain Vuillaume
- 1986-1988 Alain Vuillaume
- 1988-1993 Jean-Marie Conz
- 1993-1996 Roger Laübli, Philippe Rossinelli e Michel Decastel
- 1996-1999 Michel Decastel
- 1999-2000 Heinz Hermann e poi Michel Renquin
- 2001-2003 Michel Renquin
- 2003-2004 Maurizio Jacobaci
- 2004-2007 Jacques Gigandet e poi Marcel Hottiger
- 2007-2008 Marcel Hottiger e poi Vittorio Bevilacqua
- 2008-2010 Vittorio Bevilacqua e poi Philippe Rossinelli
- 2012-201? John Dragani
- 201?-2017 Michaël Hoy
- 2017-???? Mario Cantaluppi

## Presidenti
- 1909-1910 Henri Demagistri
- 1910-1911 Louis Boéchat
- 1910-1911 Oscar Moritz
- 1911-1912 Max Schwarz
- 1912-1913 Fritz Koenig
- 1912-1913 Oscar Zwicker
- 1913-1914 Albert Bangerter
- 1914-1916 Emile Rais
- 1916-1918 Fritz Siegenthaler
- 1918-1919 Werner Geissbühler
- 1919-1920 Marcel Rais
- 1920-1921 Gaston Crevoisier
- 1921-1922 Arthur Farine
- 1922-1945 Paul Möckli
- 1945-1953 Henri Demagistri
- 1953-1960 Gustave Riat
- 1960-1963 Pierre Cordey
- 1963-1966 Germain Donzé
- 1966-1974 Paul Hoffmeyer
- 1974-1981 Paul Monnerat
- 1981-1983 Daniel Hoffmeyer
- 1983-1986 Pierre-Alain Brosy
- 1986-1998 Yves Maître
- 1998-2003 Pierre Willemin
- 2003-2010 Bernard Ory
- 2010- Gilles Froidevaux

## Palmarès

### Competizioni nazionali
- 1ª Lega: 2

2019-2020 (gruppo 2), 2022-2023 (gruppo 2)

### Altri piazzamenti
- Coppa Svizzera:

Semifinalista: 1981-1982
- Challenge League:

Terzo posto: 1929-1930
- 1ª Lega:

Terzo posto: 2015-2016 (gruppo 2)

## Organico

### Rosa 2011-2012
Aggiornata al 22 gennaio 2012 .
| N. |                     | Ruolo | Calciatore           |
| -- | ------------------- | ----- | -------------------- |
| 1  | Svizzera (bandiera) | P     | Beat Weber           |
| 2  | Svizzera (bandiera) | A     | Dylan Choulat        |
| 3  | Svizzera (bandiera) | D     | Kevin Steinmann      |
| 4  | Francia (bandiera)  | D     | Anthony Sirufo       |
| 6  | Svizzera (bandiera) | D     | Jules Hamidou        |
| 7  | Brasile (bandiera)  | C     | Macio Carlos Barbosa |
| 8  | Francia (bandiera)  | D     | Jimmy Kollar         |
| 10 | Francia (bandiera)  | C     | Olivier Baudry       |
| 11 | Francia (bandiera)  | D     | Sofian Allali        |
| 12 | Svizzera (bandiera) | C     | Aurélien Chappuis    |
| 14 | Svizzera (bandiera) | A     | Gary Germann         |

| N. |                     | Ruolo | Calciatore         |
| -- | ------------------- | ----- | ------------------ |
| 15 | Croazia (bandiera)  | C     | Josip Budimir      |
| 16 | Svizzera (bandiera) | C     | Bastien Hulmann    |
| 17 | Svizzera (bandiera) | D     | Patrick Ochs       |
| 18 | Svizzera (bandiera) | P     | Marc Ummel         |
| 19 | Svizzera (bandiera) | C     | Cédric Hulmann     |
| 20 | Francia (bandiera)  | C     | Johnny Szlykowicz  |
| 21 | Serbia (bandiera)   | D     | Muharrem Xhaqkaj   |
| 22 | Francia (bandiera)  | A     | Florian Engel      |
| 24 | Svizzera (bandiera) | D     | Gaëtan Frund       |
| 26 | Francia (bandiera)  | C     | Sid-Ahmed Bouziane |
| 28 | Svizzera (bandiera) | C     | Anthony Crétin     |

### Staff tecnico
| Allenatore:      | Vittorio Bevilacqua |
| Vice allenatore: | Olivier Baudry      |